# Zentralbibliothek des Schweizer Alpen-Clubs

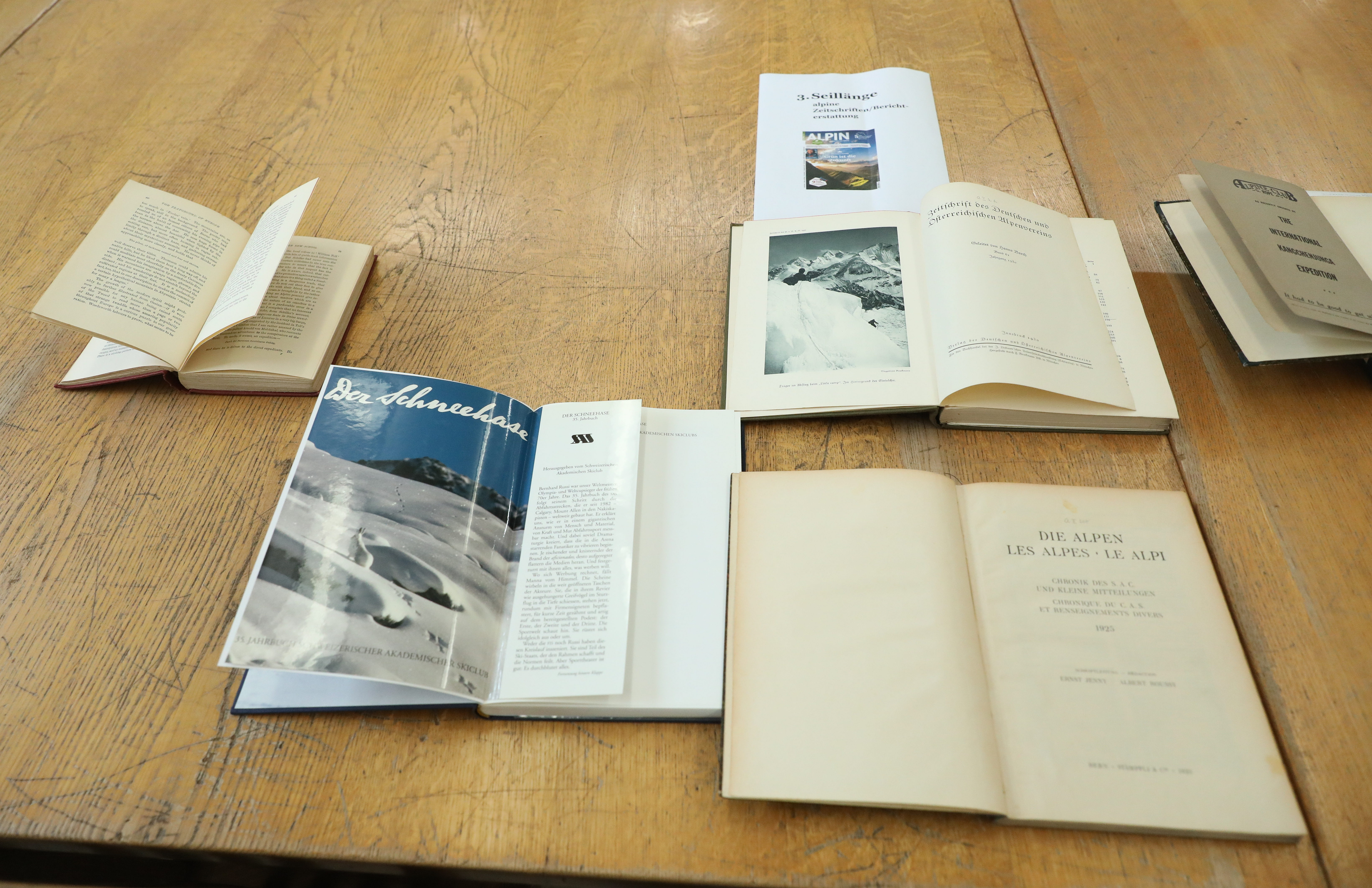
Einige Bücher der Zentralbibliothek des SAC

Die Zentralbibliothek des Schweizer Alpen-Clubs ist eine der grössten Bibliotheken der Welt für Alpine Literatur. Sie ist als Depotbibliothek in die Zentralbibliothek Zürich eingegliedert.

## Geschichte

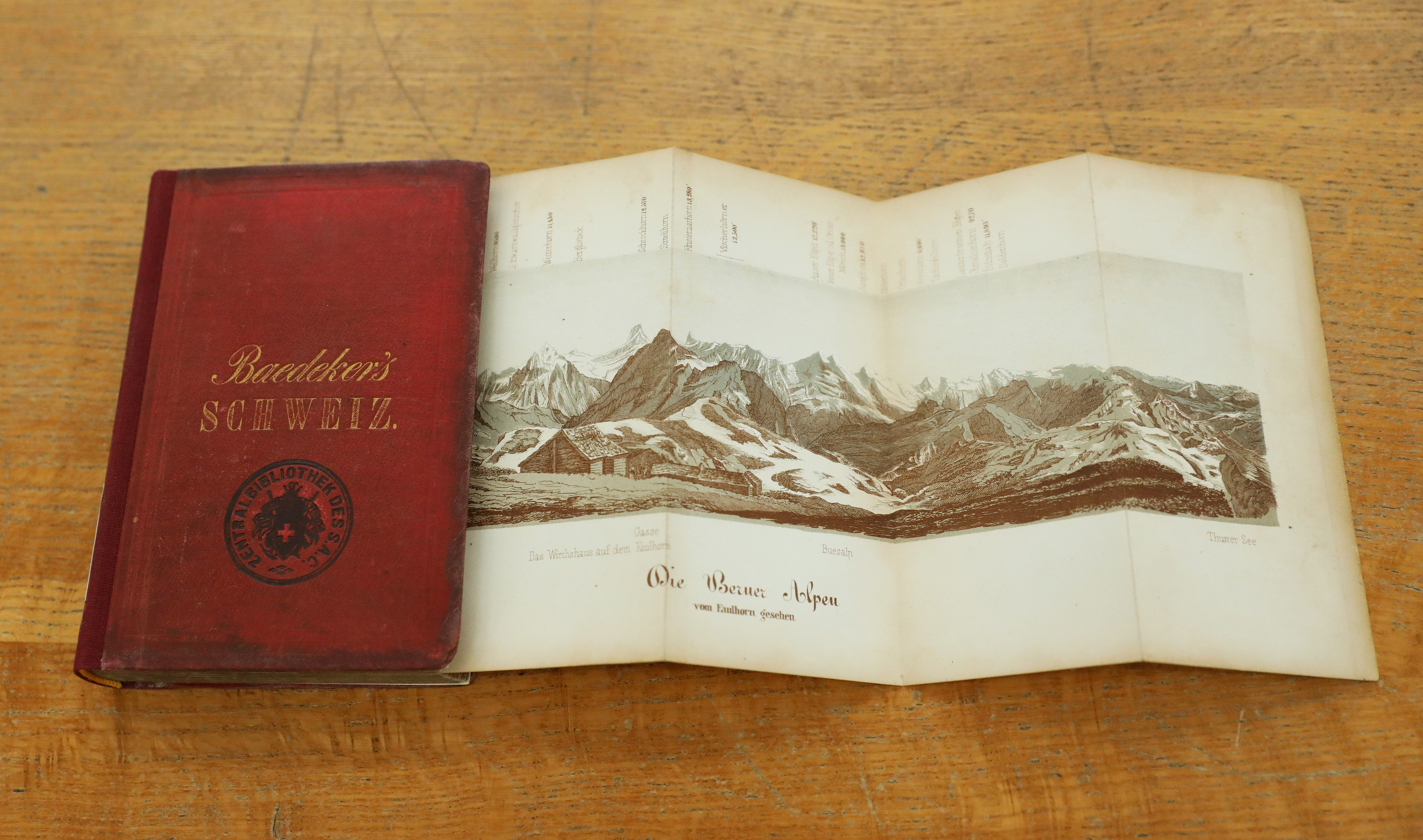
Ein Baedeker aus dem Bestand der Zentralbibliothek des SAC

Bei seiner Gründung im Jahr 1863 schuf der Schweizer Alpen-Club SAC ein Vereinsarchiv, um erworbene Schriften und Karten aufzubewahren. Am 22. August 1874 beschloss die Abgeordnetenversammlung, das Archiv mit einer seit 1870 bestehenden «Gletscherbibliothek» zusammenzulegen.
Am 21. Juli 1877 wurde die Bibliothek wieder aufgelöst, die Bücher und Schriften wurden bis auf einen Rest an die Sektionen verteilt.
Am 13. Oktober 1890 beschloss die 27. Delegiertenversammlung nach kontroverser Diskussion, eine «Bibliothek des SAC» zu schaffen und sie als Depositum in der damaligen Stadtbibliothek Zürich unterzubringen. Um Verwechslungen mit der Bibliothek der Zürcher Sektion Uto zu vermeiden, wurde sie 1914 offiziell Zentralbibliothek des Schweizer Alpen-Clubs benannt. Im gleichen Jahr schlossen sich die Kantonsbibliothek und die Stadtbibliothek Zürich zur Zentralbibliothek Zürich zusammen.

## Bestand und Führung
Die Bibliothek ist Eigentum des SAC, der durch eine Bibliothekskommission für Neuanschaffungen und die Pflege des Bestandes sorgt. Die Katalogisierung und Ausleihe besorgt die Zentralbibliothek Zürich, in deren Katalog sämtliche Titel aufgeführt sind. Die Sammlung umfasst Literatur in Deutsch, Englisch, Französisch, Italienisch, Romanisch und Spanisch.
- Aktuelle und historische Touren-, Kletter-, Skitouren- und Wanderführer
- Alpine Zeitschriften
- Alpine Fachliteratur zu Hütten- und Rettungswesen, Wetterkunde, Höhenmedizin, Ernährung
- Werke über Geografie, Geologie, Botanik und Zoologie
- Werke zu Kultur und Volkskunde der Gebirgswelt
- Alpine Fotobände
- Wissenschaftliche Literatur
- Alpine Belletristik, Romane, Reise- und Expeditionsberichte, Kurzgeschichten- und Gedichtsammlungen
- Sämtliche Veröffentlichungen des SAC seit der Gründung, u. a. Sektionszeitschriften, Statuten, Jahresberichte, Festschriften
- Eine grosse Sammlung von Gebirgspanoramen, u. a. aus dem Nachlass der Panoramazeichner Johann Müller-Wegmann, Melchior Ulrich und Heinrich Zeller-Horner
- Schenkungen und Nachlässe bedeutender Alpinisten, u. a. W. A. B. Coolidge, Marcel Kurz oder Max Oechslin
- Kostbarkeiten aus den frühen Jahren des Alpinismus seit dem 17. Jahrhundert

### Präsidenten
- Leo Wehrli (1931–1951)